# Cult of the Lamb
 (avril 2025).
Si vous disposez d'ouvrages ou d'articles de référence ou si vous connaissez des sites web de qualité traitant du thème abordé ici, merci de compléter l'article en donnant les références utiles à sa vérifiabilité et en les liant à la section « Notes et références ».
Cult of the Lamb est un jeu vidéo d'action-aventure roguelike développé par Massive Monster et édité par Devolver Digital. Il a été publié le 11 août 2022.
Le joueur y incarne un agneau qui échappe à la mort grâce à une divinité et qui, en échange, en devient son apôtre, en fondant et en organisant un culte. Cult of the Lamb possède ainsi une phase de gestion, mais également une phase d'action-aventure dans des donjons pour chercher des ressources.

## Gameplay
L'agneau que nous contrôlons dans le jeu possède la couronne rouge, pouvant se transformer en arme, ou lancer des sorts ; elle est la source de magie de l'agneau.
Les niveaux se présentent sous la forme de salles à explorer contenant des monstres et des trésors.

### Phase de gestion
Dans la phase de gestion, le joueur doit gérer son propre culte : accueillir ses nouveaux adeptes, les loger et les nourrir, accomplir des rituels pour débloquer de nouvelles capacités. Avoir un culte florissant et de nombreux adeptes permet au joueur de progresser plus vite dans le jeu et de débloquer des capacités utiles pour la phase d'action. Cette phase de gestion peut être rapprochée du gameplay de la franchise Animal Crossing.

## Personnages
Celui qu'on appelle l'Agneau est un jeune ovidé anthropomorphe de petite taille, détenteur de la Couronne Rouge qui lui permet de saisir un pouvoir divin et lui confère des effets spécifiques. Il est le dirigeant du culte et le protagoniste principal jouable.
Il existe d'autres protagonistes que le joueur rencontre au cours de son aventure, lui permettant de progresser et d'obtenir des objets, des armes et des malédictions (dont certains sont bénéfiques pour le joueur et d'autres sont offensifs envers les mécréants ennemis) :
- Les adeptes du culte : des petits animaux anthropomorphes inoffensifs de diverses espèces qui constituent la troupe du culte dirigé par l'Agneau. Leur foi (ressource libérée pendant les prières devant l'autel, les rituels au temple ainsi que les actions de l'Agneau) est l'essence même de la progression du jeu, permettant l'amélioration du culte et de la puissance de l'Agneau.

- Ratau, le rat mâle : ancien détenteur de la Couronne Rouge, il aidera l'Agneau à débuter dans son aventure.

- Clauneck, le cartomancien hibou : durant les phases de donjon, il tire des cartes de tarot qui confèrent à l'Agneau des pouvoirs et effets particulièrement utiles pour son aventure.

- Kudaai, l'armurier hibou : frère de Clauneck, il propose différentes armes à l'Agneau qui peuvent la plupart du temps posséder des effets intéressants.

- Chemach, la marchande de reliques hibou : sœur de Clauneck et Kudaai, elle transmet une relique aléatoire à l'Agneau, lui conférant un sortilège particulier, dont les effets sont la plupart du temps puissants.

La Vieille Croyance ("The Old Faith" dans la version originale) est le culte antagoniste du jeu, peuplé de mécréants et de monstres dangereux tels que :
- Leshy, le Prélat du Chaos. Grand ver maudit, il dirige le territoire des Bois Sombres.

- Heket, le Prélat de la Famine. Grande grenouille maudite, elle dirige le territoire d'Anura.

- Kallamar, le Prélat de la Peste. Grand calmar maudit, il dirige le territoire d'Ancr'ombre.

- Shamura, le Prélat de la Guerre. Grande araignée maudite, elle dirige le territoire d'Antre de Soie.

- Seize grands monstres puissants, qu'il faut vaincre avant de pouvoir accéder au temple de chaque Prélat.

- Narinder, le Prélat de la Mort, plus souvent nommé Celui-Qui-Attend. Ce félin démoniaque et antagoniste caché du jeu est, en réalité, le Prélat final à affronter à la fin de l'aventure (si le joueur choisit cette fin). Il a transmis la Couronne Rouge à l'Agneau, lui évitant la mort, en échange de constituer un culte en son nom.

## Contenu additionnel

### Relics of the Old Faith
Le 24 avril 2023, la mise à jour gratuite Relics of the Old Faith (Reliques de la Vieille Croyance en français) sort et introduit de nouveaux personnages tels que Chemach.
Les reliques apparaissent dans cette mise à jour et confèrent un pouvoir spécial durant les phases de donjon. Il est possible de les obtenir auprès de Chemach, ou de les gagner pendant un niveau.
Cette mise à jour introduit aussi une version revisitée des boss, de nouvelles apparences d'adeptes et de nouveaux éléments pour son camp.

### Sins of the Flesh
Le 16 janvier 2024, Massive Monster déploie la mise à jour majeure Sins of the Flesh, introduisant les rapports amoureux.

## Accueil

### Ventes
La semaine de sa sortie, Cult of the Lamb fait partie du top 5 des meilleures ventes sur Steam et s'offre alors un pic de 61 780 joueurs simultanés. Le 18 août 2022, le jeu s'est écoulé à 1 million d'exemplaires.
En janvier 2024, Cult of the Lamb franchit les 3,5 millions d'unités vendues, puis les 4,5 millions en octobre 2024.
En avril 2025, à travers la présentation des résultats de 2024 de Devolver Digital, l'on apprend que Cult of the Lamb est le plus gros succès de l'éditeur, avec plus de 90 millions de dollars générés depuis 2022.